# Miguel Monsalve
Miguel Ángel Monsalve Gonzáles (Medellín, 27 de fevereiro de 2004) é um futebolista colombiano que atua como meio-campista. Atualmente, joga pelo Grêmio.

## Carreira

### Clubes
Natural de Medellín, Monsalve ingressou nas categorias de base do Independiente Medellín aos quatro anos de idade, inspirado pelo irmão mais velho. Apesar de clubes colombianos não poderem registrar jogadores com menos de cinco anos, ele impressionou os treinadores e foi aceito na academia. Ele se destacou constantemente nas divisões de base, atuando com atletas mais velhos, e foi convidado a treinar com o time principal aos treze anos.
Estreou profissionalmente em 15 de outubro de 2020, no empate por 1–1 contra o Jaguares de Córdoba. No ano seguinte, foi incluído na lista "Next Generation 2021" do jornal britânico The Guardian, que destaca os 60 jovens talentos mais promissores do futebol mundial.
Em 2024, transferiu-se para o Grêmio, do Brasil.

### Interesse do Real Madrid
Em setembro de 2024, o jornal espanhol AS destacou o bom início de Miguel Monsalve no Grêmio, mencionando que o Real Madrid estaria monitorando o jovem meia colombiano. Em entrevista à Rádio Caracol, Monsalve expressou seu orgulho com os rumores, afirmando que isso o motiva a continuar trabalhando para alcançar seus objetivos profissionais.

### Seleção
Monsalve representa a Colômbia Sub-20, tendo disputado competições oficiais com a equipe.

### Estilo de jogo
O jogador se descreve como um meio-campista ofensivo criativo, com capacidade para atuar também no setor ofensivo, integrando o trio de ataque. Monsalve declarou que tem Lionel Messi como ídolo e inspiração.

## Títulos
Independiente Medellín
- Copa da Colômbia: 2020[11]

Grêmio
- Recopa Gaúcha: 2025[11]